# Puerto Deseado
Puerto Deseado (gegründet als Port Desire) ist die Hauptstadt des Departamento Deseado in der argentinischen Provinz Santa Cruz in Patagonien. Sie hat etwa 10.000 Einwohner, liegt an der Mündung des Río Deseado in den Atlantischen Ozean und verfügt über einen Fischereihafen.
Die Stadt wurde von Thomas Cavendish im Jahre 1586 gegründet und nach dessen Schiff Port Desire benannt. Später verbreitete sich die spanische Übersetzung und wurde schließlich zum offiziellen Namen. Puerto Deseado verfügt über einen stillgelegten Bahnhof, eine Bibliothek (Biblioteca Pública y Municipal „Florentino Ameghino“) und zwei Museen. Das eine zeigt eine Sammlung indianischer Objekte, im anderen, dem „Museo Regional Mario Brozoski“ werden Fundstücken vom Wrack der 1770 gesunkenen Karavelle Swift gezeigt. Die Lage des Wracks entdeckten deseadensische Jugendliche 1982. Seither wird die „Swift“ unter der Aufsicht des ICOMOS erforscht und einzelne Teile gehoben.
Puerto Deseado ist der Garnisonsstandort des 9. Panzerregiments „General José Gervasio Artigas“ der Argentinischen Armee.

## Geschichte
Der fast 32 km lange Hafen wurde schon von Ferdinand Magellan und anderen frühen Seefahrern genutzt. Magellan nannte den Ort 1520 „Bahía de los trabajos“, der Pirat Francis Drake ging am 17. Mai 1578 dort vor Anker und taufte die Stelle „Bahía de las Focas“. Am 17. Dezember 1586 erreichte Thomas Cavendish den Mündungstrichter des Río Deseado mit seinem Flaggschiff Desiré, begleitet von den Schiffen Hugh Gallant und Content. Er nannte den Hafen „Port Desire“, die Landzunge am Hafeneingang heißt noch heute „Punta Cavendish“. Die Briten trafen auf einige Indianer, die einige Mannschaftsmitglieder mit Pfeilen verletzten. Nach zehn Tagen verließ Cavendish den Hafen und kehrte bis 1588 nach Großbritannien zurück. 1591 startete er eine weitere Expedition mit fünf Schiffen, bei der er als Admiral auf der Leicester Galleon fuhr, während die Desiré von Kapitän John Davis kommandiert wurde. Sie konnten aufgrund des Winters die Magellanstraße nicht durchqueren und kehrten um. Am 20. Mai 1592 verloren die Desiré und die Black Pinnace den Kontakt mit den anderen Schiffen und liefen in Port Desire ein, um auf Cavendish zu warten. Dieser kam jedoch nicht, und so segelten die beiden Schiffe im August zur nahen Pinguininsel und dann weiter nach Süden. Dort gerieten sie in einen Sturm und erreichten schließlich als erste Europäer erwiesenermaßen die Falklandinseln.
Am 16. Dezember 1615 lief der holländische Kapitän Willhelm Schuiten Puerto Deseado an. Dabei verbrannte eines seiner Schiffe, die „Hoorn“. Nach diesem Schiff benannte er später die Südspitze Feuerlands, das Kap Hoorn.
Im Jahre 1670 landete John Narborough in Port Desire und beanspruchte das Gebiet für England. Kapitän John Byron lief in den 1760er-Jahren von Port Desire aus, um die Falklandinseln für die Briten in Besitz zu nehmen. Bei einem spanischen Angriff im Jahre 1770 war die Swift eines der britischen Schiffe, die aus dem Hafen fliehen mussten. Bei ihrer Rückkehr lief sie jedoch auf Grund und sank. Seither lag das Wrack im Hafen von Port Desire.
Der Hafen blieb in Betrieb und bei der Ankunft der Beagle am 23. Dezember 1833 ging der vielleicht berühmteste Besucher der Stadt an Land, nämlich der junge Wissenschaftler Charles Darwin. Die Mannschaft der Beagle verweilte längere Zeit in Puerto Deseado, wie die Stadt seit der argentinischen Unabhängigkeit hieß. Die offizielle Gründung erfolgte am 15. Juli 1884 durch eine Gruppe von Kolonisatoren unter dem Befehl von Capitán Antonio Oneto.

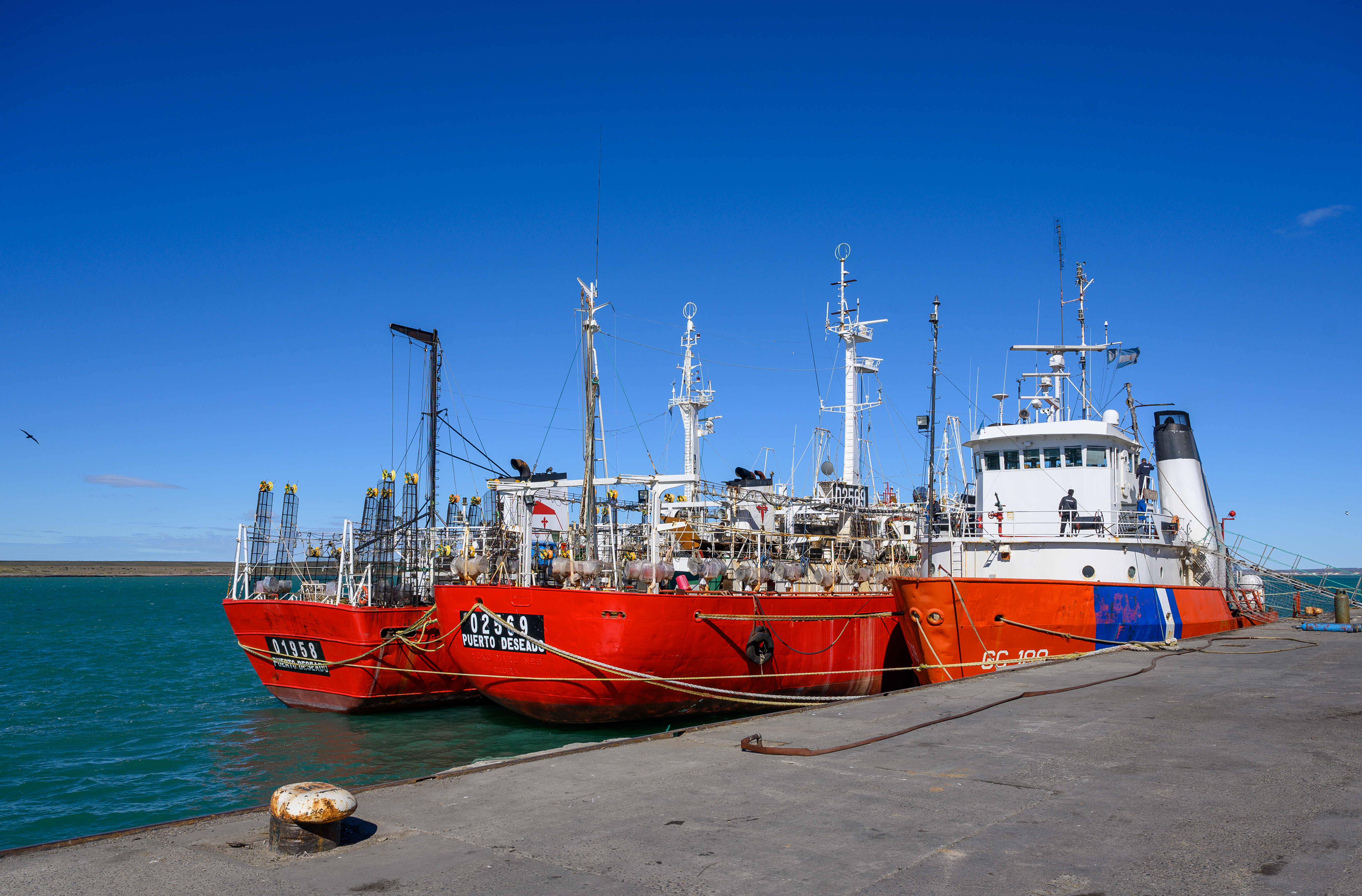
Fischereiboote im Hafen

## Wirtschaft
Der Hafen ist eine wichtige Anlaufstation für die argentinische Fischfangflotte. Fischfang und industrielle Fischverarbeitung spielen hier eine bedeutende Rolle.

## Verkehr
Puerto Deseado ist durch eine etwa 120 Kilometer lange Stichstraße mit der Nationalstraße 3 (Buenos Aires – Ushuaia) verbunden. Früher bestand eine Eisenbahnverbindung mit Las Heras am Oberlauf des Río Deseado. Mit dem Bau der Strecke wurde 1909 begonnen, 1978 wurde sie stillgelegt.

## Persönlichkeiten
- Hilda Bernard (1920–2022), Schauspielerin